# Tsnelisi (Balta)
Tsnelisi (en georgiano: წნელისი) o Uista (en osetio: Уистæ) es una aldea que pertenece a la parcialmente reconocida República de Osetia del Sur, parte del distrito de Znaur, aunque de iure pertenece al municipio de Tighvi de la región de Iberia Interior de Georgia.

## Geografía
Tsnelisi se encuentra en el valle del río Lopanistskali, a 10 km de Kornisi. 

## Historia
De 1922 a 1990, formó parte del distrito de Znaur del óblast autónomo de Osetia del Sur, siendo de mayoría georgiana. De 1990 a 2006, formó parte del raión de Kareli y, desde 2006, forma parte del municipio de Tighva. 
Debido al conflicto georgiano-osetio, Tsnelisi ha ha sido blanco recurrente de bombardeos y enfrentamientos fronterizos. Tras el comienzo de la guerra ruso-georgiana en agosto de 2008, la aldea fue tomada por tropas georgianas y al final del conflicto, Tsnelisi quedó bajo el control de las autoridades de la República de Osetia del Sur.
El 26 de agosto de 2019, se erigió un puesto de control de la policía georgiana en las inmediaciones del pueblo. La parte surosetia percibió su instalación como una provocación y el 28 de agosto, el presidente osetio Bibíov, visitó la aldea y aseguró a los residentes locales que no corrían peligro. El 29 de agosto, las autoridades surosetias exigieron el desmantelamiento del puesto de control y, al ser ignorada su petición, la parte surosetia decidió establecer un puesto fronterizo. El Ministerio de Asuntos Exteriores ruso calificó la reacción de las autoridades surosetias de "excesiva".

## Demografía
La evolución demográfica de Tsnelisi entre 1916 y 2015 fue la siguiente:
| 209                                                      | 357 | 287 | 310 | 294 | 293 | 26 |
| (Fuente: Population of South Ossetia since Soviet times) |     |     |     |     |     |    |

Según el censo soviético de 1959, la mayoría de la población local eran osetios.  En los distintos censos, la composición étnica del pueblo es la siguiente:
|              | 1916      | 1916       | 1989      | 1989       |
| Grupo étnico | Población | Porcentaje | Población | Porcentaje |
| ------------ | --------- | ---------- | --------- | ---------- |
| Georgianos   | 0         | 0%         | 0         | 0%         |
| Osetios      | 209       | 100%       | 293       | 100%       |
| Total        | 209       | 100%       | 293       | 100%       |